# Maria Braunstein

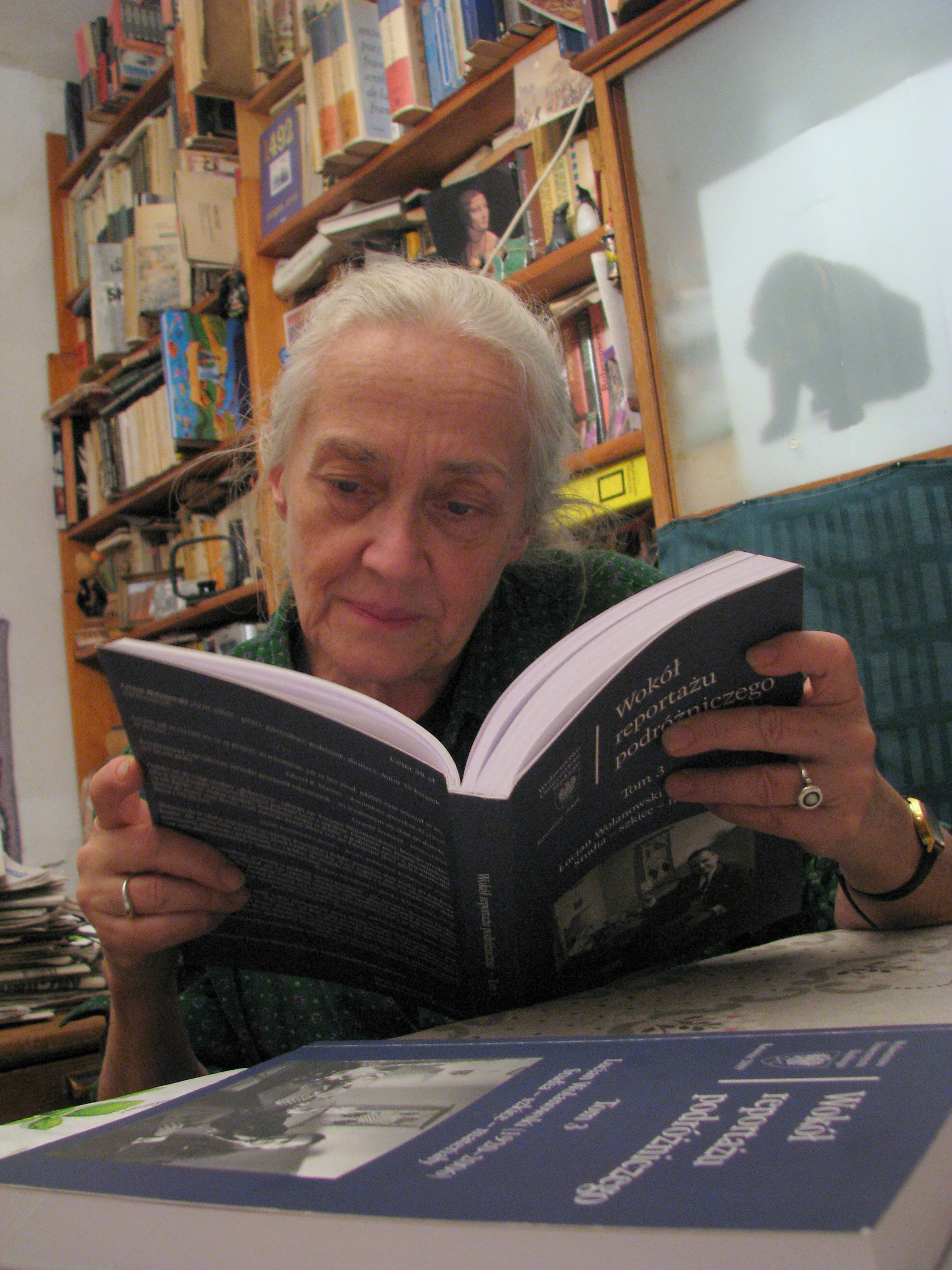
Maria Braunstein (2009)

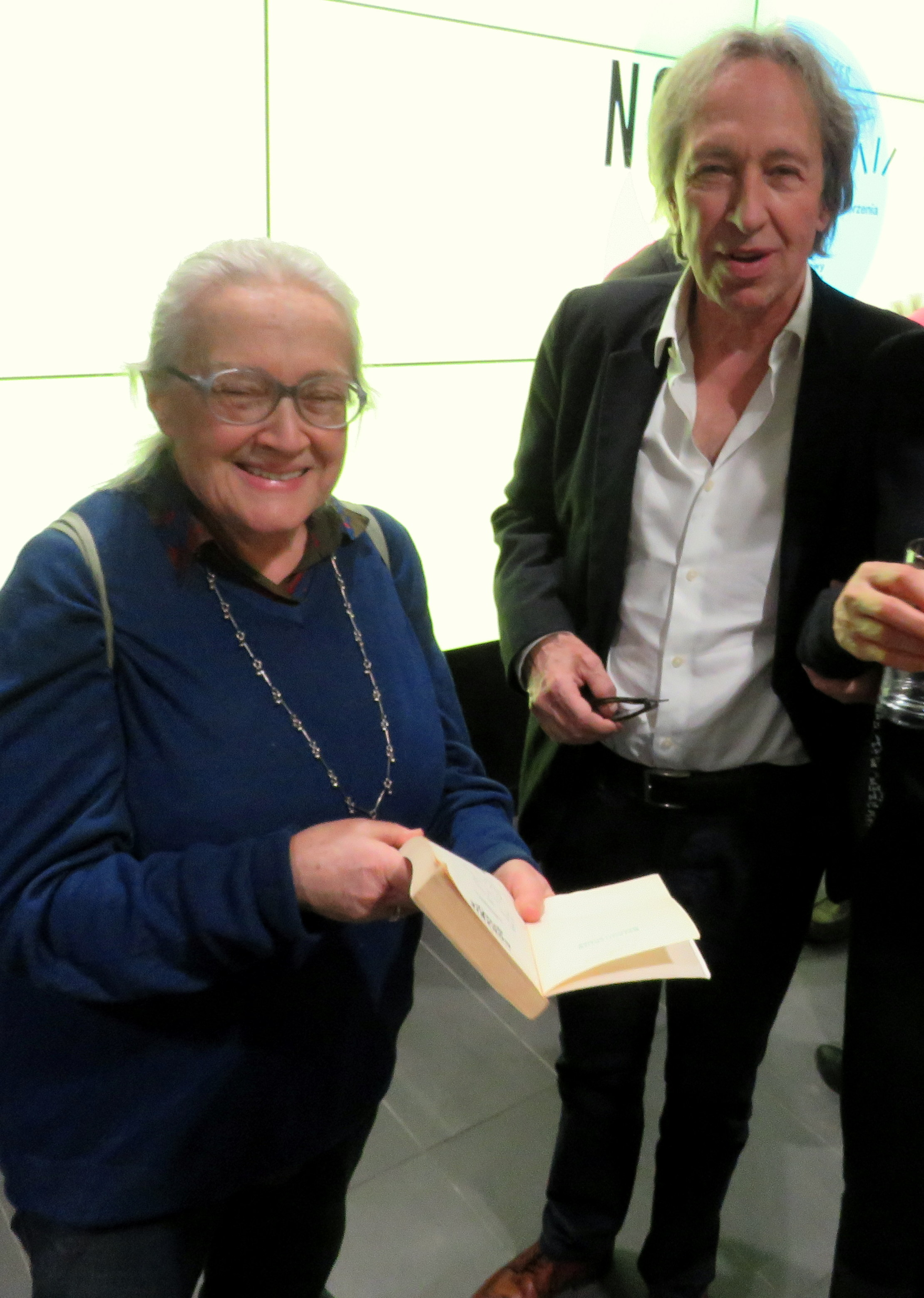
Maria Braunstein z francuskim pisarzem Pascalem Brucknerem; Narodowy Instytut Audiowizualny, Warszawa, 26 stycznia 2017

Maria (Inka) Braunstein (ur. 28 maja 1942 w Warszawie) – polska tłumaczka (z języka francuskiego), redaktor książek.
W 1960 roku ukończyła Liceum im. gen. Józefa Sowińskiego w Warszawie. Studiowała romanistykę na Uniwersytecie Warszawskim (1960-1965, praca magisterska w 1970 r.). Pracowała następnie w Ministerstwie Kultury i Centrum Informacji Naukowej Technicznej i Ekonomicznej (CINTE). W latach 1969–1999 w Spółdzielni Wydawniczej „Czytelnik”, najpierw jako korektor, następnie redaktor w redakcji romańskiej.
Mieszka w Warszawie, na Mokotowie.

## Tłumaczenia
- Emile Ajar, Życie przed sobą (wespół z Agnieszką Daniłowicz; Czytelnik 1978, 1988, ISBN 83-07-01395-X; Videograf 1996)
- Guillaume Apollinaire, Gnijący czarodziej [w:] Wybór pism (wespół ze Zbigniewem Naliwajkiem; wybrał, wstępem i notami opatrzył Adam Ważyk; Państwowy Instytut Wydawniczy 1980, ISBN 83-06-00260-1)
- Romain Gary, Lęki króla Salomona (wespół z Agnieszką Daniłowicz-Grudzińską; Czytelnik 1982, ISBN 83-07-00763-1; Twój Styl 2000, ISBN 83-7163-201-0)
- Boris Souvarine, Stalin. Zarys historii bolszewizmu (wespół z Mieczysławem Bibrowskim; tłumaczenie przygotowane dla wydawnictwa II obiegu w PRL)
- Luis Buñuel, Ostatnie tchnienie... (Wydawnictwa Artystyczne i Filmowe 1989, ISBN 83-221-0411-1; jako Moje ostatnie tchnienie: Świat Literacki 2006, ISBN 83-88612-97-2)
- Jean-Claude Brouillet, Samolot i perły (Iskry 1990, ISBN 83-207-1247-5)
- Georges Simenon, Maigret i tajemniczy konfident (Czytelnik 1993, ISBN 83-07-02334-3)
- Lilly Marcou, Życie prywatne Stalina (Iskry 1999, ISBN 83-207-1599-7)
- Odpowiedzi na 1001 pytań: życie na Ziemi, nauki przyrodnicze, ludzie i kraje (wespół z Emilią Bielicką; Świat Książki 1999)
- Dan Franck, Bohema: życie paryskiej cyganerii na początku XX wieku (wespół z Haliną Andrzejewską, Iskry 2000, ISBN 83-207-1650-0)
- Dai Sijie, Balzac i chińska Krawcówna (Muza 2001, ISBN 83-7200-995-3)
- Henry Gidel, Picasso: biografia (wespół z Haliną Andrzejewską; W.A.B. 2004, ISBN 83-7414-034-8)
- Marta A. Balińska, Powrót do życia. 15 lat anoreksji (Twój Styl 2005, ISBN 83-7163-592-3)
- Éric-Emmanuel Schmitt, Kiedy byłem dziełem sztuki (Znak 2007, ISBN 978-83-240-0775-2)
- Marta A. Balińska, Życie w służbie ludzkości. Ludwik Rajchman (1881-1965) (wspólnie z Michałem Krasickim; Studio EMKA 2011 ISBN 978-83-62304-43-1)
- Michel Piquemal, Bajki filozoficzne. Jak żyć razem (wspólnie z Michałem Krasickim; Wydawnictwo Muchomor 2012, ISBN 978-83-89774-52-1)
- Michel Bussi, Czarne nenufary (Świat Książki 2015, ISBN 978-83-7943-590-6)
- Michel Piquemal, Bajki filozoficzne. Jak żyć na ziemi (Wydawnictwo Muchomor 2015, ISBN 978-83-89774-81-1)
- Michel Bussi, Nigdy nie zapomnieć (Świat Książki 2016, ISBN 978-83-8031-445-0)
- Michel Piquemal, Bajki filozoficzne. Opowieści mędrca Sofiosa (wspólnie z Michałem Krasickim; Wydawnictwo Muchomor 2016, ISBN 978-83-89774-98-9)
- Michel Piquemal, Bajki filozoficzne. Świat mitologii (wspólnie z Michałem Krasickim; Wydawnictwo Muchomor 2016, ISBN 978-83-89774-93-4)
- Denis Thériault, Zadziwiąjaca historia samotnego listonosza (wiersze w tłumaczeniu Natalii Krasickiej; Świat Książki 2016, ISBN 978-83-8031-077-3)
- Michel Bussi, Czas jest mordercą (wspólnie z Natalią Krasicką; Świat Książki 2017, ISBN 978-83-803-1647-8)
- Michel Bussi, Mama kłamie (wspólnie z Natalią Krasicką; Świat Książki 2017, ISBN 978-83-803-1562-4)
- Michel Bussi, Mówili, że jest piękna (wspólnie z Natalią Krasicką; Świat Książki 2018, ISBN 978-83-8031-106-0)
- Michel Piquemal, Bajki filozoficzne. Księga mądrości (Wydawnictwo Muchomor 2018, ISBN 978-83-65650-21-4)
- Georges Didi-Huberman, Papiery-fotografie (wspólnie z Michałem Krasickim; Publikacja towarzysząca wystawie pt.: Światło negatywu. Obrazy z Archiwum Ringelbluma i archiwum Jerzego Lewczyńskiego na nowo odczytane prezentowanej w Żydowskim Instytucie Historycznym im. Emanuela Ringelbluma w Warszawie w dniach: 26 kwietnia-25 sierpnia 2019; Żydowski Instytut Historyczny im. Emanuela Ringelbluma 2019, ISBN 978-83-65254-94-8);
- Rozproszony kontakt. Fotografie z Archiwum Ringelbluma na nowo odczytane (tłumaczenie tekstu Georgesa Didi-Hubermana; wspólnie z Michałem Krasickim; opracowanie Anna Duńczyk-Szulc; Publikacja towarzysząca wystawie: Światło negatywu. Obrazy z Archiwum Ringelbluma i archiwum Jerzego Lewczyńskiego na nowo odczytane, prezentowanej w Żydowskim Instytucie Historycznym im. Emanuela Ringelbluma w dniach 26 kwietnia-25 sierpnia 2019 r.; Żydowski Instytut Historyczny im. Emanuela Ringelbluma 2019, ISBN 978-83-95419-46-1);
- Marion Achard, Chcę kota i normalnych rodziców (Wydawnictwo Muchomor 2021, ISBN 978-83-65650-51-1);
- Marion Achard, Wymienię kiepską przyczepę na kompetentnych rodziców (Wydawnictwo Muchomor 2021, ISBN 978-83-65650-57-3);
- Michel Piquemal, Bajki filozoficzne. Jak żyć na Ziemi? (Wydawnictwo Muchomor 2021, ISBN 978-83-65650-49-8);
- Marion Achard, Jak przeżyłam w pierwszej klasie gimnazjum (Wydawnictwo Muchomor 2022, ISBN 978-83-65650-61-0).

## Opracowania redakcyjne (wybór)
- Jean d’Ormesson, Chwała cesarstwa (przeł. Eligia Bąkowska; Czytelnik 1975)
- Rok 1989: Bronisław Geremek opowiada Jacek Żakowski pyta (Plejada, Dom Słowa Polskiego 1990)
- Pascal Bruckner, Gorzkie gody (przeł. Wojciech Gilewski; Wydawnictwo W.A.B. 1995, ISBN 83-85554-72-6)
- Jean d’Ormesson, My, z łaski Boga (seria „Nike”; przeł. Eligia Bąkowska i Małgorzata Hołyńska; Czytelnik 1995, ISBN 83-07-02337-8)
- Octavio Paz, Prąd przemienny (przeł. Rajmund Kalicki; Wydawnictwo Literackie 1995, ISBN 83-07-02320-3)
- Jean d’Ormesson, Ostatni sen mój będzie o Tobie: biografia sentymentalna Chateaubrianda (przeł. Elżbieta Wassongowa, Czytelnik 1996, ISBN 83-07-02288-6)
- Andreï Makine, Francuski testament (przeł. Małgorzata Hołyńska; Czytelnik 1997, ISBN 83-07-02581-8; 2004, ISBN 83-07-02990-2)
- António Lobo Antunes, Karawele wracają (przeł. Anna Kalewska; W.A.B. 2002, ISBN 83-89291-00-2)
- Alessandro Baricco, Jedwab (przeł. Halina Kralowa; Czytelnik 1998, ISBN 83-07-02662-8; 2004, ISBN 83-07-02965-1)
- Jean d’Ormesson, Dogana di Mare (przeł. Joanna Polachowska; Czytelnik 1998, ISBN 83-07-02628-8)
- Andreï Makine, Zbrodnia Olgi Arbeliny (przeł. Małgorzata Hołyńska; Czytelnik 1999, ISBN 83-07-02726-8)
- Jean d’Ormesson, Wieczorny wiatr (przeł. Joanna Polachowska; Muza 1999, ISBN 83-7200-368-8)
- Jerzy Lisowski, Antologia poezji francuskiej. T. 3, Od Chateaubrianda do Germaina Nouveau (Czytelnik 2000, ISBN 83-07-02674-1)
- Jean d’Ormesson, Raport Gabriela (przeł. Joanna Polachowska; Muza 2001, ISBN 83-7200-868-X)
- Michel Houellebecq, Cząstki elementarne (przeł. Agnieszka Daniłowicz-Grudzińska; Seria: „Don Kichot i Sancho Pansa”;  W.A.B. 2003, ISBN 83-89291-37-1; Świat Książki 2004, ISBN 83-7391-344-0)
- Michel Houellebecq, Platforma (przeł. Agnieszka Daniłowicz-Grudzińska; Seria: „Don Kichot i Sancho Pansa”;  W.A.B. 2004, ISBN 83-7414-025-9)
- Albert Cohen, Gwoździojad (wespół z Janem Gondowiczem; przeł. Andrzej Socha; Noir sur Blanc 2006, ISBN 83-7392-146-X)
- Konstanty Jeleński, "Kultura": Polska na wygnaniu (wespół z Henrykiem Citką; Instytut Dokumentacji i Studiów nad Literaturą Polską - Oddział Muzeum Literatury im. Adama Mickiewicza w Warszawie, 2005 [właśc. 2007], ISBN 83-89378-15-9)
- Adam Mickiewicz, Prose artistique. Contes, essais, fragments / Proza artystyczna. Opowiadania, szkice, fragmenty (edycja polsko-francuska; wstęp i opracowanie Joanna Pietrzak-Thébault; Wydawnictwo Instytutu Badań Literackich PAN 2013, ISBN 978-83-61552-76-5)
- Elias Canetti, Księga przeciwko śmierci (przeł. Maria Przybyłowska; Wydawnictwo Pogranicza 2019, ISBN 978-83-66143-05-0; seria: "Meridian")